# Poljana, Požarevac
Poljana (Пољана), pronunțat în limba română Poliana, este un sat situat în partea de est a Serbiei, în Districtul Braničevo. Aparține administrativ de comuna Požarevac. La recensământul din 2002 localitatea avea 1610 locuitori.